# Otimização de distribuição
É a área da logística que tem o objetivo de otimizar a cadeia de distribuição, a estrutura de layout físico, roteirização de entregas e redes de informações 
Basicamente a otimização de sistemas logísticos, bem como a modelagem matemática para melhoria de sistemas de distribuição gera uma a percepção por parte das empresas de que problemas de logística envolvem necessariamente a busca de um objetivo mais amplo do que os esforços direcionados para ganhos locais:
♦ Uso da informática para solução de problemas (Bertino, 2004, p.12);
♦ O desenvolvimento de modelos cada vez mais representativos das peculiaridades
dos problemas reais (e.g. roteirizadores, sistemas de planejamento de necessidade de distribuição, modelos de simulação);
♦ A crescente preocupação com o gerenciamento da cadeia de suprimentos (SCM -
Supply Chain Management), visto que a competitividade de um produto não é
apenas função da agregação de valor ao final da cadeia, mas sim ao longo de toda
ela(Klose et. al.,2002,p.3);
♦ A crescente preocupação com o nível de serviço e o tempo de resposta ao mercado.
Conceitos como o QR (Quick Response) e o ECR (Efficient Consumer Response)
são resultado desta percepção.
Ao longo do tempo, os analistas de distribuição têm reconhecido dois métodos de opitimização para análise de redes logísticas.
Um dos métodos, consiste na optimização de rede, em que se considera o canal de distribuição uma rede constituida por nós, sendo cada um deles um centro de distribuição e arcos (caminhos pelos quais escoam os fluxos de materiais). Incorrem custos nos nós, pelo manuseamento e transporte de mercadorias. O objectivo deste modelo passa pela minimização dos custos variáveis de produção, de suprimento e de distrisbuição de mercadorias, resultantes de restrições de fornecimento, encomenda e capacidade. 
Uma das abordagens mais directas da optimização de rede é o método de transporte que consiste na identificação da melhor combinação de centros de distribuição com base numa lista de alternativas possíveis.
Outro método de optimização tem por base a simulação. A principal vantagem deste método revela-se pelo facto de ser menos dispendioso para operar e por ter mais flexibilidade que os outros. Ao contrário da programação matemática linear, este método não garante uma solução óptima. Contudo, a capacidade inerente de repetição proporciona possibilidades ilimitadas para a elaboração do projecto de uma rede.
Um modelo de simulação deve conter as seguintes fases:
- definição do problema;
- planeamento do projecto;
- formulação conceitual do modelo e definição do sistema;
- projecto preliminar da experiência;
- preparação dos dados de entrada;
- codificação do modelo;
- verificação e validação do modelo;
- projecto final da experiência;
- experimentação e análise de sensibilidade;
- análise e interpretação dos resultados;
- implementação e documentação.